# Gergely Török
Gergely Török (* 13. März 2002) ist ein ungarischer Leichtathlet, der sich auf den Hochsprung spezialisiert hat.

## Sportliche Laufbahn
Erste internationale Erfahrungen sammelte Gergely Török im Jahr 2018, als er bei den U18-Europameisterschaften in Győr mit übersprungenen 1,96 m in der Qualifikationsrunde ausschied. 2023 wurde er bei der 2. Liga der Team-Europameisterschaft im Zuge der Europaspiele in Chorzów mit 2,15 m Fünfter. Anschließend belegte er bei den U23-Europameisterschaften in Espoo mit 2,15 m den siebten Platz, ehe er bei den World University Games in Chengdu mit 2,20 m die Bronzemedaille hinter dem Ukrainer Wladyslaw Lawskyj und Fu Chao-hsuan aus Taiwan gewann. Kurz darauf schied er bei den Weltmeisterschaften in Budapest mit 2,14 m in der Qualifikationsrunde aus. Nach einem Jahr Wettkampfpause wurde er 2025 bei der 1. Liga der Team-Europameisterschaft in Madrid mit 2,14 m Siebter im B-Finale. Anschließend verpasste er bei den World University Games in Bochum mit 1,98 m den Finaleinzug.
2023 wurde Török ungarischer Meister im Hochsprung.